# Mark Michel
Mark Michel (* 23. April 1975 in Crimmitschau) ist ein deutscher Filmemacher und Autor.

## Leben
Mark Michel studierte nach dem Abitur 1994 an der Friedrich-Schiller-Universität Jena, der Universität Leipzig, der University of Bath (Großbritannien) und der University of Toronto (Kanada) Soziologie und Internationale Politik sowie Visuelle Kommunikation an der Bauhaus-Universität Weimar.
Als Autor und Filmemacher arbeitete er unter anderem in Kambodscha, Finnland, Belarus, Indien, Ungarn, Thailand und Bosnien-Herzegowina. Ein Themenschwerpunkt seiner Arbeit ist das Thema Behinderung und Inklusion.
Er hat an der Documentary Campus Masterschool 2012 teilgenommen.
Sein Film „Veronika“ wurde u. a. für den Deutschen Kurzfilmpreis 2011 nominiert und mit dem 
Friedrich-Wilhelm-Murnau-Kurzfilmpreis 2012 sowie dem Goldenen Spatz 2012 – Sonderpreis für Innovation ausgezeichnet.
Mark Michel lebt in Leipzig.

## Filmografie
- 2011: Veronika (Kurzfilm); Autor und Regie: Mark Michel
- 2011: Die Regierung (Reportage); Autor und Regie: Mark Michel
- 2011: Lys – Licht (Tanz-Dokumentation); Autor und Regie: Mark Michel
- 2009: U Can’t Touch This (Dokumentation); Autor und Regie: Mark Michel
- 2007: Tanz mit der Zeit (Kino-Dokumentarfilm); Regie: Trevor Peters Ko-Autor: Mark Michel Kamera: Niels Bolbrinker
- 2005: Intensiv (Dokumentarfilm); Autor und Regie: Mark Michel